# Atletiekbaan

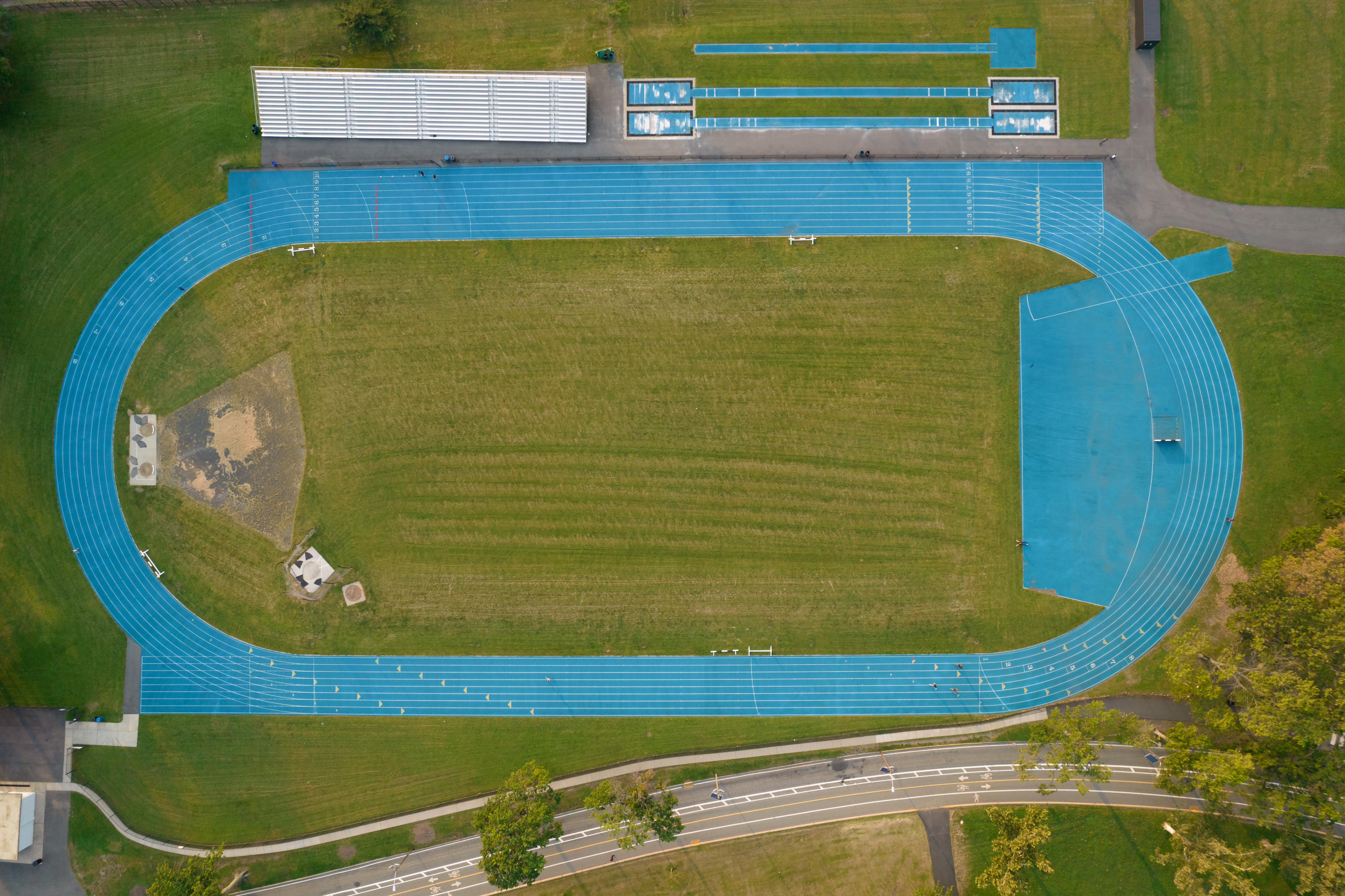
Een atletiekbaan

Een atletiekbaan is een sportveld waarop atletiekwedstrijden worden verwerkt. Bij een moderne atletiekbaan is er een rechte sprintbaan voor afstanden tot en met 110 m, een rondbaan waarop de afstanden langer dan 110 meter worden gelopen, en er is gelegenheid om alle werponderdelen en springonderdelen te verwerken. In Vlaanderen wordt in plaats van 'baan' ook van 'piste' gesproken. Onderaan dit artikel wordt de baan voor indooratletiek behandeld.

## Geschiedenis
De stadion was een Griekse lengtemaat van ongeveer 185 meter (600 Griekse voeten). Bij de Olympische Spelen in de Klassieke Oudheid werd een accommodatie aangelegd om een hardloopwedstrijd ter lengte van één stadion te kunnen houden, en de naam van de lengtemaat is overgegaan op de sportaccommodatie. Van de atletiekbaan in Olympia, waar de klassieke spelen werden gehouden, zijn resten overgebleven (zie luchtfoto) en daar is bij de moderne Olympische Zomerspelen 2004 het kogelstoten verwerkt op een tijdelijk aangelegde kogelstootring volgens de huidige regels. Ook het klassieke stadion van Athene is in moderne tijden hergebruikt. Dit Stadion Panathinaiko is voor de Olympische Zomerspelen 1896 gerestaureerd en gebruikt voor de atletiekwedstrijden.(zie luchtfoto) Het was ook de finish voor de hardloopwedstrijd van het plaatsje Marathon naar Athene. De jaarlijkse wedstrijd over dat parcours, de echte marathon dus, eindigt ook in dit stokoude stadion en bij de Olympische Zomerspelen 2004 is het stadion eveneens gebruikt – maar niet voor de gewone atletiekwedstrijden, waar zo'n klein stadion totaal niet meer geschikt voor is.
Ook in het klassieke Rome bestonden atletiekbanen. De bekende Piazza Navona is een plein dat nog de vorm heeft van de hardloopbaan die daar gelegen heeft. Om de baan heen is gebouwd, maar de baan zelf is onbebouwd gebleven. (Zie luchtfoto.)
De eerste moderne atletiekbanen waren van gras. De 'echte' hadden een stenen binnenrand, maar ook was het mogelijk om ad hoc een baan op een willekeurig stuk gras uit te zetten, zoals een hobbelig voetbalveld, of op weilanden met veel graspollen en kuiltjes, waar niet zelden ook de koeienvlaaien moesten worden 'genomen'. Een curieus voorbeeld was de voormalige baan in het Bisonpark in Zeist, waar rekening met een grote boom gehouden moest worden. De rechte einden liepen niet evenwijdig en de ene bocht was een stuk korter dan de andere.
De opvolgers van grasbanen waren de sintelbanen. In Nederland werd de eerste sintelbaan in 1923 in gebruik genomen. Twintig jaar later, in 1943, was het aantal sintelbanen in Nederland uitgegroeid tot twaalf. Bij dit type atletiekbanen sleten de afzonderlijke banen langzaam weg en moesten daags voor een wedstrijd de banen opnieuw getrokken worden. Bij regen kon het een behoorlijke modderboel worden. Toch heeft Fanny Blankers-Koen een paar van haar superprestaties tijdens de Olympische Spelen van 1948 in de regen verricht. Om meer grip te krijgen op de sintelbaan werden onder de wedstrijdschoenen lange punten gemonteerd, tot 18 mm aan toe (en bij het speerwerpen 24 mm). Deze spikes gaven hun Engelse naam aan de wedstrijdschoen met punten. De laatste Olympische Spelen die op sintels zijn verwerkt waren die van Tokio in 1964.
De volgende Olympische Spelen, Mexico 1968, werden gehouden op een kunststofbaan en dat is sindsdien de norm. Er zijn verschillende soorten kunststof met iets verschillende eigenschappen. De spikepuntjes mogen meestal maar 6 mm lang zijn, of bij het hoogspringen en speerwerpen 8 mm. Slecht weer blijft slecht weer, maar op een kunststofbaan is de invloed op de prestaties aanzienlijk geringer dan op de oudere soorten atletiekbaan.
De kunststofbanen kunnen grofweg in twee types onderscheiden worden: de tartanachtigen en de mondoachtigen. Tartan was het eerste merk dat een rubberachtige baan vervaardigde. De onderlaag wordt ter plekke gegoten en de toplaag bestaat uit korrels van hetzelfde materiaal. Na Tartan zijn andere merken vergelijkbare banen gaan aanleggen (Rekortan leverde bijvoorbeeld in 1972 de polyurethaanbaan voor de Olympische Zomerspelen 1972 in München). Een bedrijf als Mondo pakt het aanleggen van de baan anders aan, het materiaal wordt namelijk niet gegoten maar geleverd als prefab-matten die op een geschikte ondergrond geplakt moeten worden. Hoewel de eigenschappen van alle banen binnen nauwe door de IAAF voorgeschreven grenzen moeten vallen, hebben de mondobanen toch een wat andere grip, waardoor ze vooral bij sprinters favoriet zijn. In Nederland zijn er drie mondobanen (alle drie in Noord-Brabant), in België zijn er meer (onder andere Oordegem), waardoor atleten uit Nederland graag wedstrijden in België gaan doen.

## Algemene opzet van een atletiekbaan
Een wedstrijdbaan heeft een lengte van 400 meter, het aantal banen van de rondbaan loopt van 4 tot 9. Banen voor trainingsdoeleinden hebben soms een andere lengte dan 400 meter. Er wordt tegen de klok in gelopen en de finish bevindt zich bij de overgang van het rechte eind naar de bocht (rechtsonder op de tekening). Deze finishlijn is tevens finishlijn voor de korte sprintonderdelen; nogal eens zijn er twee of drie extra sprintbanen aan de buitenzijde van de baan. Het middenterrein bestaat meestal uit gras; het wordt gebruikt voor de lange werponderdelen (speerwerpen, kogelslingeren en discuswerpen) en heeft hiervoor vaak een of twee werpkooien. In de halve cirkels die door beide bochten worden omsloten bevinden zich meestal de inrichtingen voor het kogelstoten en hoogspringen, terwijl de springonderdelen die een lange aanloop vergen (verspringen, hink-stap-springen en polsstokhoogspringen) veelal evenwijdig aan de rechte einden worden verwerkt, binnen of buiten de baan. De voorzieningen voor de technische onderdelen dienen minimaal in enkelvoud aanwezig te zijn, een bak voor de steeplechase is echter niet verplicht. Vaak zijn de voorzieningen tweevoudig aanwezig, het aantal verspringbakken kan zelfs oplopen tot zeven.
De diameter van de rondbaan is niet voorgeschreven, al wordt geadviseerd voor de straal van de bocht 36,50 m aan te houden (World Athletics hanteert uiterste waarden van 35-38 meter, de Atletiekunie 35-42 meter). Banen met twee stralen komen ook voor, dan wordt voor begin en eind van de bocht voor een kortere straal (scherpere bocht) gekozen dan voor de rest van de bocht. Afhankelijk van de locatie waar de baan moet komen wordt soms gekozen voor een smallere of een bredere baan. Overheden kunnen bovendien wensen dat het binnenterrein ook voor andere sporten kan worden gebruikt (in het bijzonder een voetbalveld met de gebruikelijke maat van 100 x 64 m) en dat leidt dan bijvoorbeeld tot een straal van 40 meter. Is de straal 36,50 meter, dan is de lengte van het rechte eind 84,389 meter, bij een straal van 40 meter wordt het 73,394. De banen zijn 1,22 m breed (4 Engelse voet). In de tekening is de finishlijn aangegeven (rechtsonder), de start van de 100 m (links), van de 110 m horden (ook links), van de 200 m (linksboven, net in de bocht) en de 400 m (rechtsonder in de bocht). Alle andere merktekens die op een atletiekbaan staan zijn weggelaten. Op een baan met 8 banen is het aantal merktekens enorm, zo staan op de baan van Utrecht Overvecht 2 finishlijnen, 100 startstrepen, staan er per baan 45 merktekens voor de estafettes en worden in elke baan de posities van 46 horden aangegeven, meestal met twee streepjes per horde. Vooral atletiekbanen met faciliteiten voor Athletics Champs wedstrijden voor jonge atleten hebben veel baanmarkeringen.

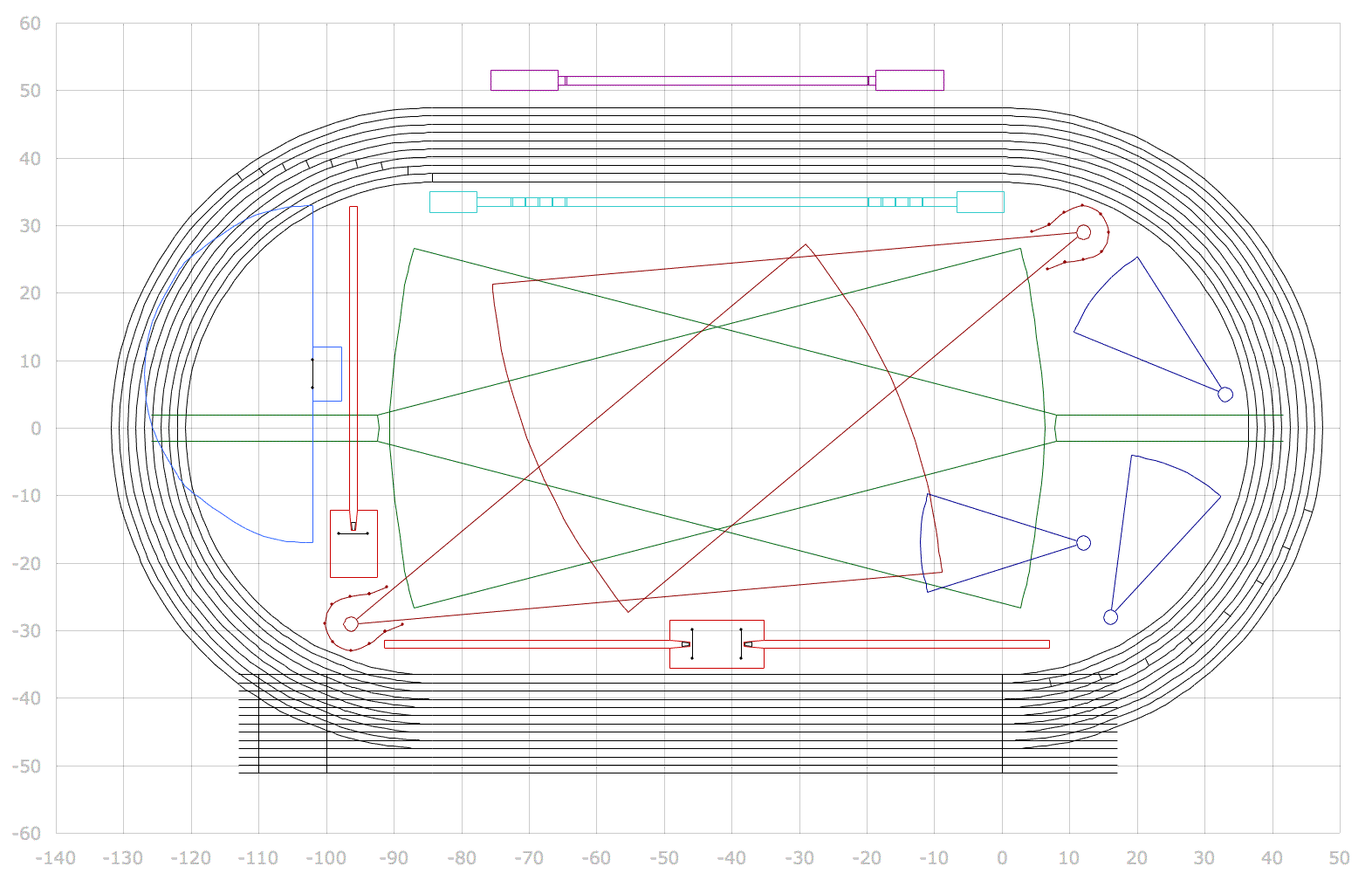
Schema afmetingen atletiekbaan

De tekening toont niet een bestaande baan, maar illustreert een aantal oplossingen die bij de aanleg vaak gekozen worden. Wanneer er voldoende financiën zijn, worden voor alle technische onderdelen twee of meer installaties aangelegd. Dit is om bij wedstrijden met veel deelnemers het deelnemersveld te kunnen splitsen, maar vooral ook om díe werpring of springaanloop te kunnen gebruiken die voor de deelnemers de gunstigste windrichting oplevert. Ook voor trainingsdoeleinden kan het prettig zijn om tegelijk op verschillende plaatsen te kunnen trainen voor hetzelfde onderdeel. Bij het topspsportcentrum van de voormalige DDR in Potsdam waren er tien kogelstootringen.
In Nederland liggen 161 kunststofbanen (peildatum juli 2017; er zijn ook nog twee banen op militair terrein). Daarvan zijn 156 banen 400 meter lang, vier banen meten 300 meter, en die van Waddinxveen is een aparte baan van 298 meter. Interessant is dat geen twee banen exact hetzelfde aangelegd zijn, al lijken sommige sterk op elkaar. Het merendeel van de banen heeft 6 banen, een tiental heeft er 8 en een twintigtal banen in kleine plaatsen moet het met 4 banen doen. 
In de tekening staat een heel grote baan: 12 sprintbanen en 9 banen in het rond (10 komt ook voor).

## Eisen aan de faciliteiten voor de atletiekonderdelen

### Sprint
Er zijn startlijnen voor de 100 m, de 110 m horden en meestal ook voor jeugdafstanden: 40 m, 60 m en 80 m. De enige eisen waaraan de sprintbaan verder moet voldoen is dat achter de startlijn van de 110 m de baan nog minimaal 3 meter lang is en dat voorbij de finish een uitloop van minimaal 17 meter aanwezig is (die in Nederland echter bij 1 op de 10 banen ontbreekt). Soms is van het tweede rechte eind ook een sprintbaan gemaakt van 100 of 110 meter lengte. Ook komt het voor dat aan de kop van die extra sprintbaan een grote zandbak wordt aangelegd als extra faciliteit voor de springtraining. In het verleden bestond er een record voor 200 m zonder bocht; in Nederland heeft slechts de oude baan in Amsterdam Noord een daarvoor geschikte extra lange sprintbaan gehad.

### Lange sprint
Bij afstanden tot en met 400 m lopen de atleten in afzonderlijke banen. De binnenste baan heeft een witte plastic of stenen rand en wie 0,30 m vanaf die rand loopt legt in één ronde exact 400 m af. In de andere banen mag de linkerlijn niet betreden worden. De startlijnen worden uiteraard zodanig geplaatst dat in alle banen exact dezelfde afstand wordt gelopen, waarbij gemeten wordt op 0,20 m vanaf de linkerbaanbegrenzing. Er staan startstrepen voor de 200 m en de 400 m (beide op de tekening) en meestal ook voor de (jeugd)afstanden 150 m en 300 m (niet op tekening).

### 800 meter
Soms wordt de 800 m verwerkt zoals de langere afstanden, zie hierna, maar zeker bij grotere wedstrijden wordt de eerste bocht in afzonderlijke banen gelopen. Er staan daarvoor startstrepen ongeveer halverwege de finishlijn en de startstreep van de 400 m (niet op tekening). Aan het eind van de bocht geeft een licht gekromde lijn haaks op de baanbegrenzing aan vanaf waar de atleten hun baan mogen verlaten (wiskundig gezien is deze kromme lijn een evolvente, een afwikkelingskromme). Deze lijn is zodanig getrokken dat niemand voordeel kan hebben: wie vanaf die lijn kaarsrecht op de volgende bocht afloopt loopt exact 800 m. Vaak zie je atleten na de bocht direct naar de binnenbaan gaan, hetgeen tot anderhalve meter verlies kan opleveren.

### Lange afstand
Wie voortdurend op 0,30 meter vanaf de binnenrand blijft, loopt exact de bedoelde afstand, wie in de bochten 0,30 meter verder naar buiten loopt legt een meter extra af per bocht. Bij alle afstanden langer dan 800 m starten de atleten naast elkaar vanaf een licht gekromde startlijn (ook dit zijn evolvente krommen). Een dergelijke lijn staat bij de finish (voor de 800 m, 2000 m en 10000 m), aan het eind van de eerste bocht (voor de 1500 m) en bij de start van de 200 m (voor 3000m en 5000 m). Soms staat er ook een startlijn voor de mijl. Bij wedstrijden met een groot deelnemersveld op de lange afstanden wordt de groep in tweeën gesplitst, waarbij de tweede groep in de eerste bocht in baan 4 loopt; dit vereist een extra startstreep. Net als bij de 800 m komt het veld dan na de bocht bij elkaar.

### Steeplechase
Voor de 3000 m steeplechase wordt een waterbak aangelegd ongeveer halverwege de tweede bocht. Er zijn twee mogelijkheden (beide niet in de tekening): de bak wordt buiten de buitenste baan aangebracht, zodat een ronde voor de steeple-lopers langer dan 400 meter is, of de bak wordt net binnen de binnenbaan aangelegd, zodat een ronde iets korter dan 400 meter wordt. Er staat dan ook een aparte startlijn voor de steeple op de baan omdat niet gestart kan worden vanaf de normale startlijn voor 3000 m. Ligt de bak aan de binnenzijde dan beperkt dit de mogelijkheden om daar technische onderdelen te verwerken. (Ook voor de jeugdsteeple van 2000 m of 1500 m is een aparte startstreep nodig.)

### Horden
Merktekens op de baan geven aan waar de horden horen te staan bij de horde-onderdelen. Door de veelheid aan tekens wordt nog weleens een vergissing gemaakt met het plaatsen van de horden. Op de sprintbaan staan namelijk tekens voor de 110 m horden (blauw), de 100 m horden (geel) en bovendien voor de 80 m (blauw -) en 60 m (blauw +) voor de jeugd. De oudste masters hebben weer een andere 80 m horden. Op de rondbaan gaat het alleen om de 400 m horden (groen) want de 200 m horden is geen officieel onderdeel meer – daar waren voor de mannen en de vrouwen andere merktekens nodig. Het lange horde-onderdeel voor jeugd (300 m horden) en masters (300 en 200 m horden) maken gebruik van de markeringen van de 400 m horden.

### Estafettes
Bij de 4 x 100 m estafette staat er een markering middenin de baan bij 100, 200 en 300 meter, tevens worden met haken de wisselvakken aangegeven. Zo'n vak begint 20 meter vóór genoemde markering en eindigt 10 meter erna, het is dus 30 meter lang. De ontvangende atleet moet zich opstellen binnen dit wisselvak en het stokje moet binnen dit vak overgegeven worden. Bij jeugdestafettes zijn de wisselvakken ook 30 meter lang, behalve voor de 4 x 40 m waar het vak 20 meter lang is. Ook al deze vakken worden op de baan gemarkeerd. (Tot 2018 werden de vakken iets anders gemarkeerd, op sommige banen kan de oude markering nog aangetroffen worden.)    
Zouden alleen de 4 x 100 en de 4 x 400 verwerkt worden dan viel het aantal merktekens nog wel mee, maar bij de jeugd worden ook de 4 x 40 m, 4 x 60 m en 4 x 80 m gelopen. Deze vragen per baan elk om een startlijn en 3 markeringen per wisselvak, tien lijnen in totaal. 
De 4 x 400 vereist een speciale behandeling omdat het het enige looponderdeel is waarbij 500 meter in banen wordt gelopen, dit leidt tot een extra startstreep en een extra wisselvak. De wisselvakken zijn 20 meter lang. De internationaal onofficiële maar in de clubcompetitie van de Nederlandse Atletiekunie gebruikte Zweedse estafette leidt tot weer andere complicaties.

### Speerwerpen
Bij het speerwerpen worden de grootste afstanden geworpen en het geschikt maken van een atletiekbaan voor deze afstanden legt direct veel vast. Met de nieuwe speer staat het wereldrecord bij de mannen op 98,48 m, met de oude speer is zelfs 104,80 m geworpen. Meestal kan vanaf twee kanten geworpen worden en meestal wordt de lengteas van de baan voor het speerwerpen gebruikt (donkergroen op de tekening). De aanloop is 4 meter breed en minimaal 33,50 m lang (tot en met 2007 moest de aanloop tussen 30,00 en 36,50 m lang zijn). De afwerplijn is een boog met een straal van 8 meter, dit leidt samen met de aanloopbreedte van 4 meter tot een sector met een tophoek van 28,65° waarbinnen de speer moet landen voor een geldige worp. (Iedere 8 meter wordt de sector dus 4 meter wijder.) In de tekening is het wereldrecord van 98,48 m aangegeven – op de getekende baan zou het met 1 meter verbeterd kunnen worden zonder dat de speer over het grasveld heen vliegt. Het wereldrecord bij de vrouwen staat op 72,28 m, een afstand die geen speciale problemen oplevert.

### Kogelslingeren en discuswerpen
Bij deze twee werponderdelen wordt geworpen vanuit een betonnen ring. De ring bij het kogelslingeren is iets kleiner dan bij het discuswerpen, 2,135 m versus 2,50 m, maar een inzetstuk maakt het mogelijk om voor beide werponderdelen dezelfde ring te gebruiken. Het verste wereldrecord waar rekening mee gehouden moet worden is het kogelslingeren van de mannen (86,74 m; donkerrood in de tekening). Bij de vrouwen staat het op 82,98 m, terwijl bij het discuswerpen de records staan op 74,08 en 76,80 m respectievelijk. Omwille van de veiligheid staat om de ring een kooi van gaas, een kogel van 7,26 kilo die aan komt suizen met een snelheid van 30 meter per seconde is namelijk een dodelijk projectiel. De discus is minder zwaar, komt minder ver en is daardoor minder gevaarlijk, maar op nat gras kan een discus enorm ver doorglijden. De voorschriften voor de kooi zijn in de loop van de jaren steeds strenger geworden, maar een kogel kan nog steeds iets buiten de sector landen. Uit de tekening kan afgelezen worden dat bij wereldrecordafstanden toch bij een paar springonderdelen gevaarlijke situaties kunnen ontstaan. De kooien worden over het algemeen diametraal tegenover elkaar geplaatst vlak bij de rand van de baan (zoals in de tekening), of dicht tegen de aanloop van het speerwerpen aan. Voor het vermijden van gevaarlijke situaties maakt dit geen verschil, voor het ruimtebeslag wel. Bij het discuswerpen maakt de windrichting veel uit, dus discuswerpers willen graag kunnen kiezen voor de ene of de andere ring. Bij het slingeren heeft de wind minder invloed op de werpafstand, maar invloed is er wel degelijk. De tophoek van de sector bedraagt 34,92° (dat wil zeggen dat elke 10 meter de sector 6 meter wijder wordt).

### Kogelstoten
De wereldrecords bij het kogelstoten staan per januari 2024 op 23,56 bij de mannen en 22,66 bij de vrouwen. De sector waarbinnen de kogel moet landen voor een geldige worp heeft dezelfde tophoek als bij het kogelslingeren, 34,92°, en de ring heeft ook dezelfde doorsnede van 2,135 meter (7 Engelse voet). Meestal landt de kogel in een sector van sintels, maar ook landing in gras is mogelijk. Met donkerblauw zijn rechts drie mogelijke posities van de kogelstootsector gegeven, waarbij bij de linkse de landing in gras gebeurt. Het gebruiken van het gras maakt veel ruimte vrij voor bijvoorbeeld een hoogspringaanloop. Met de windrichting hoeft bij het kogelstoten eigenlijk geen rekening gehouden worden, maar toch wordt bij aanleg van twee kogelstootringen gevraagd ze in dezelfde richting aan te leggen. Dit is om meredere meerkampgroepen tegelijkertijd te kunnen laten stoten in beide ringen, zonder dat de ene groep een voordeel zou hebben ten opzichte van de andere groep. Bij ruim de helft van de banen in Nederland zijn er twee (of meer) ringen, maar bij een derde van deze banen liggen de sectoren helaas niet in dezelfde richting.

### Hoogspringen
Voor de aanloop van het hoogspringen is slechts voorgeschreven dat het een halve cirkel met een straal van minimaal 20 meter moet zijn, maar liever 25 meter (dat laatste is getekend in lichtblauw). Als iedereen de Fosburyflop gebruikt en niemand de rolsprong, zoals tegenwoordig meestal het geval is, dan wordt alleen een brede middenstrook van deze halve cirkel gebruikt. Het landingsmatras is minimaal 6 bij 4 meter. Bij grote wedstrijden kan de mat wel 8 meter breed en 4,25 meter diep zijn (zoals op de tekening; met zwart zijn lat en staanders aangegeven). De landingsmatrassen kunnen vast opgesteld worden, maar ook komt het voor dat ze vrij geplaatst kunnen worden, namelijk wanneer vrijwel het hele gebied binnen de bocht van een geschikte toplaag is voorzien. In de tekening zou de mat bijvoorbeeld een stukje naar rechts kunnen schuiven, zodat de mat op de speerwerpaanloop komt te liggen. Springers mogen met hun aanloop op de rondbaan beginnen. Keuze voor de ene of de andere windrichting is er niet altijd voor de hoogspringers, wind bevordert de prestatie immers niet, maar kan wel last geven.

### Polsstokhoogspringen
Bij het polsstokhoogspringen is, anders dan bij het hoogspringen, tegenwind heel vervelend, daarom zou altijd gekozen moeten kunnen worden uit verschillende aanlooprichtingen. Daarvoor is er vaak een aanloop vanaf beide zijden van de mat, heel soms zijn er twee matten, maar bij een kwart van de Nederlandse banen is er maar één aanloop of ontbreekt de mogelijkheid tot polsstokhoogspringen geheel. De aanloop is minimaal 40 meter lang, maar liever 45 meter (getekend in vuurrood). Onderaan in de tekening staat een dubbelzijdig te gebruiken matras, maar omdat op die plek een gevaarlijke situatie kan ontstaan vanwege het kogelslingeren wordt polsstokhoogspringen ook wel in de bocht verwerkt. Er is links één enkelzijdige mat getekend, maar de mat kan verplaatst worden naar de andere kant van de aanloop zodat ook hier met gunstige wind gesprongen kan worden. De matrassen zijn voor betere veiligheid steeds groter geworden: getekend is een heel grote matras van 7 bij 7 meter (minimumvoorschrift is 6 bij 6) met een voorbouw van 3 meter diep (minimum is 1.5 meter). Met zwart zijn lat en insteekbak aangegeven.

### Verspringen
De aanloop voor het verspringen is 1,22 m breed (even breed als een rondbaan) en minimaal 40 meter lang (met paarse lijnen is een aanloop van 45 meter getekend). De afstand tussen de afzetbalk en de zandbak mag tussen 1 en 3 meter bedragen, de achterzijde van de zandbak moet voor grote wedstrijden op 10 meter liggen. (Omdat dat bij sprongen van tegen de 9 meter nogal krap is, is 11 meter getekend.) Op een baan waar geen rekening wordt gehouden met enorme werpafstanden ligt vaak een verspringaanloop tussen de onderste polshoogbak en de sprintbaan, terwijl bij het andere rechte eind binnen de baan twee aanlopen naast elkaar liggen. Is die positie te gevaarlijk dan moet de verspringaanloop verhuizen naar de buitenkant van de baan (zoals getekend), of er zijn zandbakken waar nu de verticale polshoogaanloop getekend is. Ook kan het verspringen uiteraard verwerkt worden op een aanloop voor het hink-stap-springen.

### Hink-stap-springen
De aanloop voor het hink-stap-springen moet aan dezelfde eisen voldoen als die van het verspringen (getekend is een aanloop van 45 meter, in turquoise). In plaats van één afzetbalk zijn er echter meerdere plekken waar de balk aangebracht moet kunnen worden: op 13 meter vanaf de bak voor de mannen en op 11 meter voor de vrouwen. Voor de mindere goden en godinnen is plaatsing op 9 meter en veelal ook op 7 meter mogelijk, terwijl voor de zeer ouden ook 5 meter mag. Al die balkafstanden zijn getekend. Verder geldt alles als bij het verspringen, behalve dat bij de bocht geen hink-stap-springen mogelijk is met een lange aanloop.

## Voorbeelden
Een aantal veel gekozen of juist afwijkende constructies worden aan de hand van voorbeelden getoond. Er kan geklikt worden op een link naar luchtfoto's, onder meer van Google Maps.

### Brussel
De grootste jaarlijkse wedstrijd in de Benelux is de Memorial Van Damme in het Boudewijnstadion in Brussel (Laken) (luchtfoto). Bijzonder aan de baan is dat er 9 banen zijn. Omdat het op de eerste plaats een voetbalstadion is is de straal van de baan zeer groot, bijna 41 meter, en de verspringbakken zitten bijna klem tussen binnenbaan en voetbalveld. De steeplebak ligt aan de binnenzijde. Om de grasmat te sparen voor het voetbal wordt voor de werponderdelen binnen een wedstrijd soms uitgeweken naar een stadion in de buurt.

### Hengelo
De andere grote wedstrijd van de Benelux wordt gevormd door de Fanny Blankers-Koen Games in het gelijknamige stadion in Hengelo (luchtfoto). Acht banen, sprintbaan aan beide zijden, drie kogelstootringen (één permanent bruikbaar en twee aan de rand van het gras naast de hoogspringmatrassen), twee hoogspringmatrassen, steeplebak aan de binnenzijde, werpkooien niet diametraal. Oostzuidoost van de baan ligt een aparte inloopbaan met 4 banen, 6 sprintbanen en een schuin ingezette speerwerpaanloop.

### Amsterdam
Bij de baan van het Olympisch Stadion (Amsterdam) in Amsterdam (luchtfoto) is er ook een voetbalveld dat veel dicteert. Bij de restauratie is echter de oorspronkelijke betonnen wielerbaan verwijderd, zodat er veel ruimte om de baan heen is. Daar worden de springonderdelen met een lange aanloop verwerkt. Steeplebak buiten de baan (noordzijde), aan beide zijden een sprintbaan, één kogelstootsector met sintels plus een ring bij het gras (beide linksonder), vrij plaatsbare hoogspringmatrassen.

Met het oog op de Europese kampioenschappen atletiek 2016 is de baan gerenoveerd en zijn de faciliteiten voor de technische onderdelen verplaatst. De sprintbaan voor de hoofdtribune telt 9 banen, aan de overzijde zijn er 8 banen. Polshoog en hoog vinden plaats in de noordelijke bocht, vier bakken voor verspringen en hinkstap ligen buiten de rondbaan voor de oostelijke tribune. De kooi voor discuswerpen en kogelslingeren bevindt zich in de zuidelijke bocht. Er zijn vijf kogelstootringen langs de rand van het grasveld.

### Chula Vista
Het olympisch trainingscentrum van de VS in Chula Vista (Californië) heeft voorzieningen voor veel sprinters, namelijk 12 sprintbanen aan de ene kant en nog eens 8 aan de andere (luchtfoto). Verspringaanlopen op het middenveld, ten noorden van de baan een flink aantal werpkooien.

### Rome
Bij de Grand Prix van Rome in 2007 werd verspringer Salim Sdiri geraakt door een wat afgezwaaide negentigmeterworp van Tero Pitkämäki, de speer kwam maar een meter of vijf naast de sector terecht. Op de luchtfoto van het stadion (luchtfoto) is te zien dat intussen de atletiekbaan door voetbalgroen overwoekerd wordt. Vlak ten oosten van de baan liggen nog twee atletiekbanen: een smalle voor de warming-up en iets verder weg een gewone baan.

### Utrecht
De baan in het Utrechtse Overvecht (luchtfoto) is aangelegd voor de Europese juniorenkampioenschappen van 1981. Het is een vrij gewone 'grote' baan, met 8 banen. De steeplebak ligt buiten de baan, er is een extra sprintbaan van 100 m, in beide bochten ligt een sector met sintels voor het kogelstoten en er is een stuk kunststof voor de speerwerpaanloop en het hoogspringen. Deze symmetrische oplossing komt vaak voor. Er kan maximaal 85 meter met de speer geworpen worden. De extra's liggen buiten de baan: een extra werpveld, een inloopveld van gras, een stukje kunststof voor bij de warming-up en drie extra kogelstootringen. Vergelijk op de luchtfoto de breedte van de atletiekbaan met de eveneens 400 m lange schaatsbaan. (Terzijde: de baan ligt in de uiterwaarden van de Vecht en het weggetje dat tussen schaats- en atletiekbaan loopt lag daar in elk geval al in de twaalfde eeuw.)

### Arnhem
De atletiekbaan van Arnhem op Sportcentrum Valkenhuizen in de wijk Monnikenhuizen (luchtfoto) is een tamelijk gewone 'kleine' baan met zes banen. De opbouw in de bochten is asymmetrisch: in de ene bocht is de volle halve maan met kunststof bekleed, in de andere bocht is er een stuk sintels en een stuk gras. Deze oplossing komt vaker voor.

### Papendal
Bij het Nationaal Sportcentrum Papendal te Arnhem ligt een van de weinige blauwe atletiekbanen van Nederland (luchtfoto). Zes banen, tamelijk symmetrische opbouw. Links naast de baan ligt een smal sprintbaantje met een lichte helling, rechts naast de baan ligt een overdekte sprintbaan.

### Reeuwijk
Een van de kleinere banen van Nederland ligt in Reeuwijk, 4 banen in het rond en 6 sprintbanen (luchtfoto). Er is gewoekerd met de ruimte vanwege het voetbalveld in het midden, de inrichtingen voor alle onderdelen zijn naar de randen verdrongen en de speerwerpaanloop is scheef aangelegd. Vanwege het voetbalveld is dit echter een baan waar zonder mankeren enorme afstanden met de speer gegooid zouden kunnen worden.

### Boskoop
In de tijd van de sintel- en grasbanen hadden niet veel banen de standaardlengte van 400 meter. Tegenwoordig zijn er bij de kunststofbanen in Nederland maar weinig banen van 300 meter, een van deze banen ligt in Boskoop (luchtfoto). Vier banen, zes sprintbanen. Kogelstoten en hoogspringen zijn naar buiten de baan verschoven. Bij het speerwerpen kan slechts 65 meter geworpen worden, bij het kogelslingeren een meter of 70. Toch is dit baantje zeer in trek bij Nederlandse kogelslingeraars.

### Vlissingen
Het is niet noodzakelijk dat een bocht uit een pure halve cirkel bestaat, het is ook mogelijk dat het eerste en laatste deel van de bocht een kortere straal hebben dan het middendeel van de bocht. Er zijn niet veel van dat soort banen meer, maar Vlissingen is er zo een (luchtfoto). Deze oplossing wordt soms gekozen als het middenterrein een voetbalveld moet bevatten. De baan is niet meer in gebruik.

### Potsdam
Het reeds genoemde voormalige atletiekhoofdkwartier van de DDR. Een wedstrijdbaan met 8 banen en een trainingsbaan met 6 banen vlak naast elkaar met daartussen een sporthal met een atletiekvloer (luchtfoto). Op de trainingsbaan aan de noordzijde een overdekte speerwerpaanloop om ook bij slecht weer te kunnen werpen. Het dopinglaboratorium zat in een van de kleinere gebouwtjes ten noorden van de atletiekaccommodaties.

### Den Haag
Een van de atletiekbanen van Den Haag ligt in het Zuiderpark (luchtfoto). Aan twee zijden een volwaardige sprintbaan van 8 banen, de rondbaan heeft er zes. Het grasveld is nogal klein, aan de zuidzijde liggen 6 kogelstootringen, aan de noordzijde ligt kunststof met een handbalveldje.

## Baan voor indooratletiek
De standaardbaan voor indooratletiek heeft een lengte van 200 meter. Kortere banen komen voor, wanneer een hal te klein is voor een officiële baan. Langere banen komen ook voor, in het Engels heten ze oversized tracks, records op een dergelijke rondbaan gelopen worden niet erkend. Voor kleinere wedstrijden bestaan er ook indoorbanen zonder rondbaan.
Binnen de rondbaan bevindt zich een sprintbaan van bij voorkeur 8 banen. De faciliteiten voor de technische onderdelen, de verticale en horizontale springonderdelen plus kogelstoten, bevinden zich eveneens binnen de rondbaan. Bij het kogelstoten is er niet genoeg plaats voor een complete cirkelsector, het werpveld is dan een cirkelsector van een meter of tien lang, daarna heeft het werpveld evenwijdige zijden die minimaal 9 meter uiteen liggen. Het is dus moeilijker om geldig te stoten in vergelijking met kogelstoten op een outdoorbaan. Er staat een net langs het werpveld om afzwaaiers tegen te houden. In grote hallen kan het kogelstoten ook buiten de rondbaan plaatsvinden.

### De bochten
Op een baan van 200 meter zijn de bochten veel scherper dan op een buitenbaan. Om het lopen van zo'n bocht minder lastig te maken, kunnen de bochten onder een helling aangelegd worden. Er bestaan wel banen zonder verhoogde bochten, maar voor grote wedstrijden worden die niet gebruikt. De verhoging kan vast aangelegd zijn, of de bocht kan hydraulisch of pneumatisch op en neer bewogen worden: met de bocht verhoogd is het dan een echte baan voor indooratletiek, met de bocht vlak ontstaat een multifunctionele vloer die geschikt is voor heel veel sporten.

De IAAF staat allerlei variatie toe voor de afmetingen van de rondbaan, maar doet wel de aanbeveling om de afmetingen van hun standaardbaan te gebruiken. De straal van de bocht mag halverwege de bocht tussen 15 en 19 meter bedragen, de aanbeveling is om 17,20 meter te kiezen. De breedte van de 4 of 6 banen mag van 0,90 tot 1,10 meter zijn (de sprintbanen hebben de normale breedte van 1,22 meter). De helling in de bocht moet tussen 10° en 15° bedragen. Er wordt aanbevolen om de steilere hoeken alleen bij banen met een scherpe bocht te gebruiken. De aanbeveling luidt: bij een straal van de bocht van 15 meter een helling van 15°, bij 15,50 meter 13°, bij 16,50 meter 11,5°, bij de standaardbaan met een straal van 17,20 meter een helling van 10°, en deze 10° geldt ook voor alle banen met een ruimere bocht dan standaard. De hoek moet voor alle banen steeds hetzelfde zijn. Iets wiskundiger geformuleerd: van een punt op de buitenrand van de bocht moet een lijn richting het middelpunt van de bocht in een rechte lijn naar nul gaan op de binnenrand van de baan.

De rondbaan van de standaardbaan bestaat uit een vlak deel van 35,688 meter, een opgaand deel, een deel waar de hoogte niet verandert, en een deel waar je van hoog weer afdaalt tot het vlakke rechte eind. De stijgende en dalende delen hoeven niet gelijk van vorm te zijn, maar zijn het meestal wel. Op een standaardbaan zijn de stijgende en dalende delen in de binnenbaan elk 20,01 meter lang. Het deel van de bocht tussen stijging en daling bedraagt op de standaardbaan 79.54°, dat komt in de binnenste baan neer op 24,294 meter. 

De wiskundig beste vorm voor de stijging en daling is een clothoïde kromme. Voor de praktijk zijn daar benaderingen van gemaakt, die de atleet het gevoel moeten geven van een geleidelijke overgang van vlak naar stijgend, dan een stukje met gelijk blijvende stijging, gevolgd door een gelijkmatige overgang van stijgend naar het op gelijke hoogte blijvende deel van de bocht. Hoe dan ook, in de bocht mag de stijging aan de buitenkant van de baan nooit meer dan 5% bedragen.